# Hrabstwo Brown (Indiana)

Piramida wieku hrabstwa

Hrabstwo Brown – hrabstwo położone w USA w stanie Indiana z siedzibą w mieście Nashville. Założone w 1836 roku. Nazwa hrabstwa pochodzi od Jacoba Browna.

## Miasta
- Cordry Sweetwater Lakes (CDP)
- Nashville

## Sąsiednie Hrabstwa
- Hrabstwo Johnson
- Hrabstwo Bartholomew
- Hrabstwo Jackson
- Hrabstwo Monroe
- Hrabstwo Morgan

## Drogi główne
- Indiana State Road 45
- Indiana State Road 46
- Indiana State Road 135